# Bataille du camp des Sans Culottes
Première Coalition
Guerres de la Révolution française
 Guerre du Roussillon
Batailles
La bataille du camp des Sans Culottes qui a lieu sur le territoire de la commune d'Urrugne le 17 pluviôse an II (5 février 1794), pendant la guerre du Roussillon, oppose les troupes françaises du général de Frégeville, secondé par le colonel Espinasse, aux troupes espagnoles du général Caro.

## Préambule
À la suite de l'exécution de Louis XVI pour haute trahison le 21 janvier 1793, l'Espagne déclare la guerre à la France le 17 avril 1793. Après près d'un siècle d'alliance pacifique franco-espagnole dans le cadre des Pactes de famille, l'Espagne se trouve dans le besoin de s'allier avec son ennemi, la Grande-Bretagne, en signant son adhésion à la Première Coalition par le traité d'Aranjuez (es).
La France, qui avait déjà déclaré la guerre à l'Espagne le 7 mars, mobilise 300 000 hommes avec l'intention de défendre la République.
Le général Ventura Caro établit son quartier général à Irun. Six jours après la déclaration de guerre de l'Espagne, Ventura Caro désobéit à l'ordre de rester sur la défensive. Profitant de la faiblesse des forces française, il décide d'attaquer, à partir de Fontarrabie, la ville d'Hendaye et son Gaztelu zahar, qui sera détruit en mai puis il continue d'attaquer les positions françaises à Sare, Ciboure et Bidart. 
Le 1er mai, l'armée des Pyrénées occidentales est créée.
Le général Ventura Caro décide le 6 juin d'attaquer, avec succès, les positions françaises sur le plateau de Château-Pignon situé à Saint-Michel,. Les troupes françaises, principalement composées de chasseurs à pied, sont dirigées par le commandant de l'époque, Bon-Adrien de Moncey, et Pierre de la Gennetière.
À la fin de l’année 1793 et avec des opérations paralysées par l'hiver, la France gagne sur tous les fronts en Europe, à l’exception des Pyrénées, mais avec la nouvelle année, tout va changer. Le général Jacques Léonard Muller, qui prend en octobre le commandement de l'armée des Pyrénées, dispose désormais de 60 000 soldats contre 20 000 Ventura Caro.

### Combat de Château-Pignon
Le 3 juin 1793, 700 Français avaient repoussé à la baïonnette, au combat de Baïgorry, un corps de 1 800 Espagnols.
Le 6 juin 1793, un brouillard épais ayant obscurci l'atmosphère, le général Caro, profitant de cette circonstance, s'avance, sur plusieurs colonnes avec de l'artillerie, et cherche à surprendre les avant-postes du camp français, gardés par les chasseurs cantabres que commandait le capitaine Bon Adrien Jannot de Moncey, qui, au premier coup de fusil, fait avertir le général de la Gennetière, fond sur les Espagnols, les renverse, et pénétre sur le grand chemin jusqu'à la hauteur de Mendihelza.
Un corps de troupes espagnoles, précédé de 6 pièces de canon, voulut s'opposer à son mouvement. Moncey, soutenu par le capitaine Jean Boudet, commandant une compagnie franche de Bordeaux, s'élance sur l'ennemi : les canonniers sont massacrés et les pièces enclouées.
Cependant, le brouillard se dissipe et permet aux Espagnols de voir le petit nombre de leurs vainqueurs. Honteux de leur méprise, protégés par une batterie de 4 canons et de 2 obusiers, ils reprennent l'offensive avec acharnement. Ils étendent leur ligne pour envelopper les Français. Moncey, s'apercevant de leur dessein, ordonne la retraite et se replie en bon ordre sur les retranchements. Les nouvelles recrues chargées de défendre le camp de Château-Pignon prennent peur des obus que les Espagnols lancent sur les chasseurs. Loin d'attendre ces derniers, elles prennent la fuite en désordre, et se retirent dans une seconde position qu'elle abandonnent presque aussitôt. Une compagnie de grenadiers arrête néanmoins l'ennemi, et soutient pendant trois heures toute la vivacité de son feu.
Les troupes légères espagnoles tournent alors la droite du camp, l'entamant par une attaque vive et l'obligeant à se retirer et se précipiter dans l'intérieur des retranchements. En vain Moncey, aidé de la Genetière, fait de nouveaux efforts pour arrêter les fuyards, sans y parvenir. Les Français, sur le point d'être enveloppés de toutes parts, fuient en désordre et courent se réfugier sous le canon de Saint-Jean-Pied-de-Port. Cet événement, si plein de péripéties bizarres, causa plus de mal aux vainqueurs qu'aux vaincus. Les Espagnols restèrent maîtres du camp de Château-Pignon, où ils trouvèrent 2 pièces de canon qui avaient été abandonnées, mais 1 200 de leurs soldats jonchaient la terre, tandis que du côté des Français, on comptait à peine 100 morts et 200 blessés. Ce fait d'armes fit le plus grand honneur à la bravoure et au sang-froid du capitaine Moncey.

## Prélude
Les deux armées face à face s'étaient employées pendant l'hiver à occuper avec une sorte de fortification « chaque point de vue ». 

Les Français avaient formé un camp retranché devant de Saint-Jean-de-Luz, qui dans le langage du temps s'appelait « Le Camp des Sans-Culottes », et qui était destiné spécialement à la discipline et à l'avancement des jeunes conscrits, qui étaient envoyés ici pour remplacer les bataillons réguliers, envoyés défendre la République dans d'autres directions. 

Ceux-ci consistaient désormais de quarante bataillons, et étaient sous le commandement du général Frégeville, ayant sous lui le colonel Espinasse, de l'artillerie, chargé plus particulièrement de la construction des fortifications.

L'armée espagnole des Pyrénées occidentales avait envoyé ses meilleures divisions pour renforcer l'armée du Roussillon, à l'Est, mais elle comptait alors environ 20 000 hommes, principalement composée de milices,
sous le commandement du capitaine général Ventura-Caro et d'un ingénieur qui avait la direction des défenses. Ces derniers étaient cependant très inférieurs en force et en étendue aux travaux de terrassement des Français, qui consistaient à la construction des fortins unis entre eux par des courtines, et ayant devant eux des redoutes, des redents et autres épaulements, formés en échelons pour se défendre les uns les autres. Cette ligne s'étendait le long de la frontière entre les deux États, depuis les sources de la Nive jusqu'à Hendaye. Ici se trouvait une redoute très forte appelée « Le Calvaire d'Urrugne », et une autre « La Croix des Bouquets ». 

Caro résolut de tenter le 5 février d'emporter ces ouvrages, et de prendre ainsi l'offensive destinée à envahir la France en franchissant la frontière. La droite de l'armée espagnole était commandée par le duc d'Ossuna (es), à Burguete, le centre, sous les ordres du lieutenant général Urrutia (es), occupait la vallée du Bastan, et la gauche, le lieutenant général Gil, occupait le camp principal de Saint-Martial, près d'Irun.

### Camp des Sans Culottes
Le camp des Sans Culottes était établi en avant de Saint-Jean-de-Luz, en partie dans le vallon et en partie sur la colline de l'ermitage de Sainte-Anne, à 1 600 toises de la Bidassoa.

Cette position dominait par sa droite, tout le terrain jusqu'à la mer et sa gauche était défendue par un profond ravin et ses dernières communiquaient avec Saint-Jean-de-Luz.

A défaut de tentes, on construisit dans ce camp, des baraques en bois et en paille pour mettre les soldats à l'abri des intempéries.

Les fortifications étaient composées de trois redoutes liées entre elle par des lignes, avec des places d'armes intermédiaires. En avant  des redoutes il y avait des redans ou de simples épaulements en retraite les uns des autres, formant une défense par échelons.

## La bataille
Le 5 février, le général Caro rassemble ses divisions, et leur donne l'ordre d'assaillir toutes à la fois le camp des Français. Ces divisions, qui pouvaient former environ
quinze mille hommes, partent d'Irun et des environs, et se mettent en marche, à la pointe du jour, sur plusieurs colonnes.
L'une d'elles attaque le « poste du Rocher et du Calvaire », l'emporte et s'y établit. 
Une seconde dirige sa marche de manière à déboucher par Urrugne. La troisième, partie de la « montagne de Louis XIV », se dirige sur la « croix des Bouquets ». La Quatrième se porte directement sur le camp républicain, et une cinquième sur un plateau en avant d'Hendaye. En attendant le signal de l'attaque générale la colonne établie sur la « croix des Bouquets » foudroie avec son artillerie le « camp des Sans-Culottes ».

Cette canonnade jette dans, le camp français le désordre et la confusion. Les Espagnols ne profitant de cette occasion favorable, et, restant dans leurs positions, ils donnèrent aux généraux français le temps de rétablir l'ordre dans leur camp.

Enfin Caro donne le signal.
 Les colonnes ennemies s'ébranlent, et leurs mouvements sont si bien calculés qu'elles arrivent toutes en même temps sur le camp. Attaqué par des forces bien supérieures le colonel Lespinasse, qui commandait en l'absence du général Frégeville, au lieu de renforcer ses premières lignes les abandonne à elles-mêmes, les laissant se replier successivement, par la raison que de faibles détachements qu'il aurait pu envoyer à leur secours, auraient été culbutés par la masse attaquante. 
Ce qu'il avait prévu arriva. Toutes ses troupes se replièrent successivement en abandonnant les postes avancés, mais d'un retranchement dans l'autre, avec tout l'ordre de soldats habitués depuis longtemps à ce genre de guerre. 
Fiers d'avoir obligé les avant-postes français de reculer devant eux, les Espagnols marchaient à l'attaque de la « redoute dite de la Liberté ». Cette redoute, fortifiée avec le plus grand soin, était défendue par du canon et par des troupes qui s'y étaient retirées en quittant les premiers retranchements. Dans cette position la résistance devient opiniâtre, et la marche des Espagnols est arrêtée par le feu du canon et de la mousqueterie.

Quatre régiments de marine Alliés, qui arrivaient de Toulon, sont presque détruits, et le régiment irlandais Ultonia (es) est entièrement écrasé.
Le général Caro, du haut de la « croix des Bouquets », voyait fuir ses bataillons sans pouvoir y porter remède toutes ses forces étant engagées.
 Le combat continue. Tout à-coup les Français sautent de leurs retranchements, se précipitent sur l'ennemi qui combattait encore, le chargent avec impétuosité, achèvent de le rompre, et le poursuivent l'épée dans les reins, mais le feu de l'artillerie espagnole devient de plus en plus terrible. Enfin, après un combat de huit heures, où les deux partis avaient montré un acharnement égal, les Espagnols, écrasés, pliaient de toutes parts et les Français avaient repris toutes leurs positions, et s'y maintenaient. 

## Bilan
Les Espagnols, se retirèrent en bon ordre, et Frégeville ne se croyant pas assez fort pour entreprendre de les poursuivre, ils reprirent toutes les positions qu'ils avaient avant le combat.
Mais leur perte en hommes tués ou blessés était immense. L'armée française, abritée derrière ses retranchements, avait beaucoup moins souffert, et elle retira de cette affaire l'avantage d'aguerrir les nouvelles levées, et de ne plus craindre les Espagnols.
Le colonel Lespinasse, qui avait préparé tout le succès de cette journée, est nommé général de brigade sur le champ de bataille.

## Ordre de bataille
Ont participé à cette bataille (liste a compléter) :
- 1er bataillon de la 5e demi brigade légère ;
- 4e bataillon de volontaires des Landes ;
- 2e bataillon de volontaires du Tarn.